# Cernavodă
Cernavodă (povijesni nazivi: trački: Axiopa, grčki: Ἀξιούπολις, bugarski: Черна вода, turski: Boğazköy) rumunjski je grad u županiji Constanța u Sjevernoj Dobrudži. Prema popisu stanovnika iz 2011. grad ima 17 022 stanovnika.
Ime grada potječe od bugarskog černa voda (na ćirilici черна вода - "crna voda"), ali ovaj se naziv smatra prijevodom antičkog tračkog imena naselja Axíopa, od indoeuropskog prajezika *n.ksei što znači „mrak” i upā što znači „voda”.

## Gospodarstvo
Cernavoda je značajna dunavska riječna luka. Kanal Dunav – Crno more otvoren je 1984. godine i vodi od Cernavode do Agigeje i Năvodarija.
U gradu se nalazi nuklearna elektrana Cernavodă s dva CANDU reaktora, koji osiguravaju oko 18% električne energije Rumunjske. Drugi je reaktor izgrađen je zajedničkim ulaganjem kanadskog poduzeća Atomic Energy of Canada Limited i talijanske grupacije ANSALDO i ušao je u punu funkciju u studenom 2007.
Kanal Dunav – Crno more, otvoren 1984. godine, vodi od Cernavodăa do Agigee i Năvodarija.
Okolica Cernavode je bogato vinorodno područje s brojnim vinogradima i proizvođačima sorte Chardonnay. Najveća vinarija u okolici je "Murfatlar".

## Povijest
Cernavodu su pod imenom Axiopolis osnovali stari Grci u 4. stoljeću pr. Kr. kao trgovački grad za razmjenu s lokalnim Dačanima. 
Prugu Constanța - Cernavodă otvorila je 1860. osmanska uprava.
Cernavodă je bio jedan od glavnih gradova kratkotrajne županije Silistra Nouă (1878. – 1879.).
Grad je dao ime arheološkoj kulturi Cernavodă iz kasnog bakrenog doba, oko 4000 – 3200 pr.

## Stanovništvo
Na popisu stanovništva 2011. godine, u Cernavodi je živjelo 14 969 Rumunja (92,81%), 463 Turka (2,87%), 374 Roma (2,32%), 106 Lipovjana (0,66%), 40 Tatara (0,25%), 15 Mađara (0,162%) i ostalih.
Značajni ljudi rođeni u Cernavodi su rumunjski sociolog i pjesnik Alexandru Claudian (1898. – 1962.) i etnički grčki filozof Iosipos Moisiodax (1725. – 1800.).

## Vanjske poveznice
- Službena mrežna stranica grada Cernavodă  Arhivirana inačica izvorne stranice od 19. listopada 2020. (Wayback Machine), pristupljeno 26. prosinca 2021.